# 95a Brigada Mixta (Exèrcit Popular de la República)
La 95a Brigada Mixta va ser una unitat de l'Exèrcit Popular de la República que va prendre part en la Guerra Civil Espanyola. Al llarg de la contesa diverses brigades van arribar a emprar la numeració «95», operant en diversos fronts.

## Historial
Primera etapa
Al juny de 1937 es va formar a Villarrobledo una brigada mixta que va rebre la numeració «95», formada amb antics milicians anarquistes i reemplaçaments de 1932 a 1935. Per al comandament de la mateixa es va designar al comandant d'infanteria César-David Sal de Rellán, amb Fernando González Montoliu com a comissari polític. Al juliol, a pesar que la seva organització estava molt retardada, va ser enviada al front per a participar en la batalla de Brunete, on no va tenir una actuació destacada. Després del final dels combats va ser retirada a la rereguarda i finalment dissolta.
Segona etapa
En l'estiu de 1937 es va crear una brigada d'infanteria de marina que va rebre la numeració «95», quedant a càrrec del comandant d'infanteria de marina José García Gamboa. Després de finalitzar la fase de formació, la 95a BM va quedar a càrrec del comandant Juan Luque Canís. Més endavant passaria a formar part de la 70a Divisió.
El desembre de 1937 va prendre part en la batalla de Terol, sent enviada el dia 30 al sector de Campillo per a tractar de tancar una bretxa enemiga al front. Durant les operacions de Terol el comandament de la unitat va recaure en el comandant d'infanteria de marina Vicente Alonso Fernández, amb l'anarquista José Nadal Martí com a comissari. El 6 de febrer de 1938 va quedar situada al sud de La Muela. L'endemà passat la 95a BM va ser retirada del front, i passà a quedar adscrita a la reserva general de l'Exèrcit de l'Est. Posteriorment va ser adscrita a la 72a Divisió del XVIII Cos d'Exèrcit.
El 9 de març de 1938, després de l'inici de l'ofensiva franquista al front d'Aragó, la 95a BM va ser enviada al sector de Belchite per a intentar tapar el forat obert a l'àrea de Fuendetodos a conseqüència de l'esfondrament del front. Durant els combats que van seguir la unitat va tenir unes baixes de tal calibre que acabaria sent dissolta, i els supervivents de la 95a BM foren emprats per a reforçar la 94a Brigada —per a llavors, també molt desgastada.
Tercera etapa
El 19 d'abril de 1938 es va crear una nova brigada d'infanteria de marina a partir d'excedents de la 122a Brigada mixta de la 27a Divisió, que adoptaria la numeració de la dues vegades dissolta 95a BM i quedaria integrada en la 60a Divisió del XVIII Cos d'Exèrcit, al sector de Vallfogona de Balaguer. El 22 de maig va prendre part en l'ofensiva de Balaguer, atacant la població de Vallfogona de Balaguer que estava defensada pels requetés del Terç de Nuestra Señora de Valvanera; si bé la 95a BM va arribar a aconseguir el canal de reg que servia de línia defensiva, acabaria sent rebutjada. Altres atacs posteriors tampoc van tenir èxit.
Posteriorment participaria en la batalla de l'Ebre. Al començament d'agost va creuar l'Ebre i es va situar en el sector que anava de Faió a Vilalba dels Arcs, encara que poc després el seu front dret arribava només fins a la la Pobla de Massaluca. Des de mitjans d'agost va fer front als contraatacs enemics i va sostenir les seves línies en el triangle defensiu format per Vilalba dels Arcs, Corbera i el Vèrtex Gaeta, durant vuit dies. Finalment, el 12 de setembre seria rellevada per forces de la 42a Divisió. Els sagnants combats de l'Ebre van suposar un crebant de tal mena que la 95a Brigada mixta va quedar en rereguarda, situant-se al sector del Baix Ebre.
Al començament de desembre va ser enviada al sector de Preixens-Agramunt, en previsió de la pròxima ofensiva franquista a Catalunya. No obstant això, la 95a BM no va poder resistir l'atac enemic i el 13 de gener de 1939 va evacuar Agramunt, retirant-se cap a Cervera, població que perdria l'endemà passat. A partir de llavors va començar una lenta retirada cap a la frontera francesa, que aconseguiria al febrer.

## Comandaments
Comandants en cap
- Comandant d'infanteria César-David Sal de Rellán;
- Comanandante d'infanteria de marina José García Gamboa;
- Comandant d'infanteria de marina Juan Luque Canís;
- Comandant d'infanteria de marina Vicente Alonso Fernández;

Comissaris
- Fernando González Montoliu;
- José Nadal Martí, de la CNT;[9]